# Ayyoub Allach
Ayyoub Allach  (Mechelen, 28 januari 1998) is een Belgisch-Marokkaans voetballer. Hij speelt als aanvallende middenvelder.

## Clubcarrière

### Lierse SK
Hij debuteerde op 29 maart 2014 in de Eerste klasse, tegen Waasland-Beveren. Hij viel na 84 minuten in voor Hossam Ghaly. Allach komt uit de Belgische JMG academie. Op 24 mei 2015 mocht hij op de laatste speeldag van het seizoen weer invallen, ditmaal tegen Lommel United. Deze wedstrijd eindigde in 3-1. Allach verving in de 57ste minuut Iliess Bruylandts. In 2015/16 trad Lierse aan in de Tweede klasse. Hierin was Allach meestal een basisspeler, terwijl hij nog maar zeventien was aan het begin van het seizoen. Allach miste het grootste gedeelte van het seizoensbegin dankzij een handblessure. In 2016/17 speelde hij negen wedstrijden. Omdat hij begin oktober zijn kruisbanden scheurde, kon hij de rest van het seizoen niet meer spelen. In 2017/18 speelde Ayyoub 24 van de 40 wedstrijden.

### Swope Park Rangers
Lierse ging aan het einde van het 2017/18 seizoen failliet. De meeste spelers waren al vertrokken voordat Lierse SK een akkoord had met het naburige KFC Oosterzonen Oosterwijk, dat een klasse lager speelde dan Lierse. Allach was al vertrokken naar Swope Park Rangers toen bekend raakte dat hij nog verder kon spelen voor zijn eerste profclub. Bij Swope Park Rangers speelde hij 25 van de 34 wedstrijden. Hij speelde echter bijna alle wedstrijden als defensieve middenvelder. Hij wist wel meer te scoren dan eerder. In september 2019 maakte Swope Park Rangers bekend dat het na het seizoen 2019 verder zou gaan als Sporting Kansas City II, als B-ploeg van Sporting Kansas City.

### Terugkeer naar Lierse
Op 9 december 2019 raakte bekend dat Lierse Kempenzonen Allach kocht van Sporting Kansas City II. Hij zou wel pas vanaf 1 januari 2020 speelgerechtigd zijn. In zijn eerste half seizoen was hij goed voor 8 wedstrijden waarin hij 1 doelpunt scoorde. Vanaf het seizoen 2020/21 was hij met Lierse opnieuw actief in de Eerste klasse B. Zijn contract, dat afliep op 30 juni 2021, werd uiteindelijk niet verlengt waardoor Allach de club transfervrij verliet.

### Excelsior Virton
Begin augustus 2021 tekende Allach een contract voor één seizoen bij Excelsior Virton.

## Clubstatistieken[1]
| Seizoen        | Club               | Land                      | Competitie             | Competitie | Competitie | Beker | Beker | Internationaal | Internationaal | Totaal | Totaal |
| Seizoen        | Club               | Land                      | Competitie             | Wed.       | Dlp.       | Wed.  | Dlp.  | Wed.           | Dlp.           | Wed.   | Dlp.   |
| -------------- | ------------------ | ------------------------- | ---------------------- | ---------- | ---------- | ----- | ----- | -------------- | -------------- | ------ | ------ |
| 2013/14        | K. Lierse SK       | Vlag van België           | Eerste klasse          | 1          | 0          | 0     | 0     | —              | —              | 1      | 0      |
| 2014/15        | K. Lierse SK       | Vlag van België           | Eerste klasse          | 1          | 0          | 0     | 0     | —              | —              | 1      | 0      |
| 2015/16        | K. Lierse SK       | Vlag van België           | Tweede klasse          | 22         | 2          | 1     | 0     | —              | —              | 23     | 2      |
| 2016/17        | K. Lierse SK       | Vlag van België           | Eerste klasse B        | 7          | 0          | 2     | 0     | —              | —              | 9      | 0      |
| 2017/18        | K. Lierse SK       | Vlag van België           | Eerste klasse B        | 23         | 0          | 1     | 0     | —              | —              | 24     | 0      |
| 2019           | Swope Park Rangers | Vlag van Verenigde Staten | USL Championship       | 25         | 2          | 0     | 0     | —              | —              | 25     | 2      |
| 2019/20        | Lierse Kempenzonen | Vlag van België           | Eerste klasse amateurs | 8          | 1          | 0     | 0     | —              | —              | 8      | 1      |
| 2020/21        | Lierse Kempenzonen | Vlag van België           | Eerste klasse B        | 18         | 5          | 0     | 0     | —              | —              | 18     | 5      |
| 2021/22        | Excelsior Virton   | Vlag van België           | Eerste klasse B        | 1          | 0          | 0     | 0     | —              | —              | 1      | 0      |
| Carrièretotaal | Carrièretotaal     | Carrièretotaal            | Carrièretotaal         | 106        | 10         | 4     | 0     | 0              | 0              | 110    | 10     |

Bijgewerkt t/m 16 augustus 2021.
2 Vinck ·
3 Rizzo ·
4 Doué ·
5 Hamzaoui ·
7 Bukusu ·
8 Sadin  ·
9 Sula ·
10 Pinga ·
11 Ahlinvi ·
14 Guillaume ·
17 Allach ·
18 Mouaddib ·
20 Napoletano ·
21 Aabbou ·
23 Martin ·
24 Hery ·
26 Awassi ·
28 Droehnle ·
Masangu ·
Coach: Grégoire